# Panské Dubenky
Panské Dubenky är en ort i Tjeckien.   Den ligger i regionen Vysočina, i den centrala delen av landet, 110 km sydost om huvudstaden Prag. Panské Dubenky ligger 627 meter över havet och antalet invånare är 140.
Terrängen runt Panské Dubenky är huvudsakligen platt, men österut är den kuperad. Runt Panské Dubenky är det ganska glesbefolkat, med 27 invånare per kvadratkilometer. Närmaste större samhälle är Dačice, 19,7 km sydost om Panské Dubenky. I omgivningarna runt Panské Dubenky växer i huvudsak blandskog.